# Abraham Abel Pflug
Abraham Abel (Abe) Pflug (Flug) pseud. Czarny Abe, Wachowski, Wacławski, Szwarcer Abe (ur. 3 kwietnia 1896 w Zamościu, zm. 2 września 1938 w Otwocku) – żydowski działacz komunistyczny i związkowy.
Syn młynarza  Froima Hersza i Sury Rywki z d. Rozen. Uczył się w zamojskim chederze i w domu. Od 1908 w Warszawie. 1913 zaczął działać w ruchu robotniczym, od listopada 1915 członek zarządu Związku Zawodowego Robotników Branży Włóknistej w Warszawie, potem członek Centralnej Rady Związków Zawodowych. Od 1915 działacz Bundu (Powszechnego Żydowskiego Związku Robotniczego). Kandydat do Rady Miejskiej w Warszawie z listy Żydowskiego Ludowego Komitetu Wyborczego. W 1920 zmobilizowany do WP, służył do 1921. Członek Komitetu Warszawskiego Bundu, później jeden z głównych organizatorów lewicy komunistycznej w Bundzie. Organizator  Żydowskiego Komunistycznego Związku Robotniczego (Kombundu) w Polsce. W lutym 1922 został członkiem centralnej komisji kontraktowej z ramienia Kombundu w sprawie związków zawodowych. Po połączeniu Kombundu z KPP był jej działaczem. Członek Centralnego Wydziału Zawodowego Komitetu Centralnego (KC) KPP. Uczestnik szóstego i siódmego zjazdu Związku Zawodowego Robotników i Robotnic Przemysłu Włókienniczego, przewodniczący jego II warszawskiego oddziału. Wielokrotny kandydat do warszawskiej Kasy Chorych (1919 i 1922-1926), 1924 wybrany na członka jej Zarządu. W latach 1922–1932 członek Centralnego Biura Żydowskiego KC KPP, a 1927-1929 sekretarz tego Biura. Uczestnik IV Zjazdu KPP w 1927. 1929-1930 uczył się w Szkole Partyjnej w Moskwie. Utworzył grupę opozycyjną w KPP nazwaną od jego imienia „abistami”, odrzucającą tezę o bliskości rewolucji i postulującą współdziałanie różnych związków zawodowych. „Abiści” sprzeciwiali się usunięciu z kierownictwa KPP Adolfa Warskiego i Marii Koszutskiej i nie popierali metod walki z opozycją w ZSRR. Zostali wykluczeni z KPP na przełomie lat 1932/1933. „Abe” był wielokrotnie aresztowany za działalność komunistyczną. Zmarł na gruźlicę w otwockim sanatorium.